# Elvira Madigan (svensk film, 1943)
Elvira Madigan er en svensk sort-hvid-film fra 1943 instrueret af Åke Ohberg og omhandlende kærlighedsaffæren mellem den danske linedanserinde Elvira Madigan og den svenske løjtnant Sixten Sparre. Filmen blev nyindspillet af Bo Widerberg i 1967 som filmatisering af Elvira Madigan. 

## Om filmen
I cirkusafsnittet medvirkede artister fra Cirkus Altenburg. Den professionelle linedanserinde Elisabeth Endres dublerede Eva Henning på line.  Efter opfordring af Sixten Sparres slægt optræder Sixten Sparre ikke i filmen under løjtnantens rigtige navn. Det gjorde det derimod i Bo Widerbergs berømte version fra 1967.

## Medvirkende (udvalgt)
- Eva Henning – Elvira Madigan (Hedvig Jensen), linedanserinde
- Åke Ohberg – grev Christian, (som Sixten Sparre)
- Irma Christenson – Antoinette, Christians kone
- Gunnar Sjöberg – Frans, løjtnant
- Marianne Löfgren – fru von Scharfen
- Ragnar Arvedson – von Scharfen
- Jullan Kindahl – Trine, Elviras mor
- Otto Landahl – Mikael, Elviras far, (klovn)
- Bror Bügler – von Stern
- Sven Bergvall – obersten
- Olav Riégo – major Emmerich
- Sven Lindberg – løjtnant Ehrencreutz
- Svend Rindom – den danske hotelvært
- Josua Bengtson – Maitre d' på Stora Hotellet
- Arne Lindblad – staldmester ved cirkus